# Maiselsynagoge

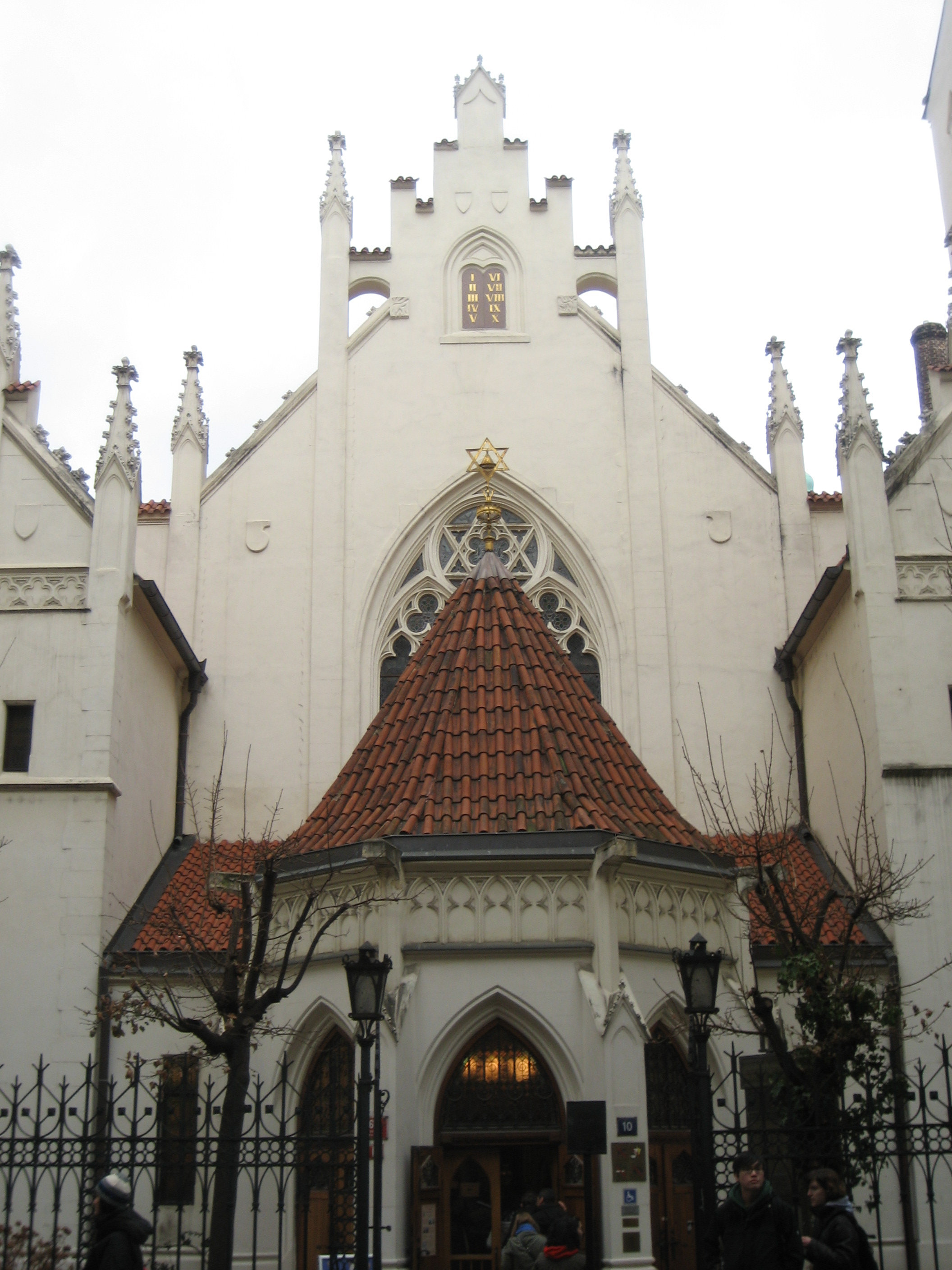
Exterieur

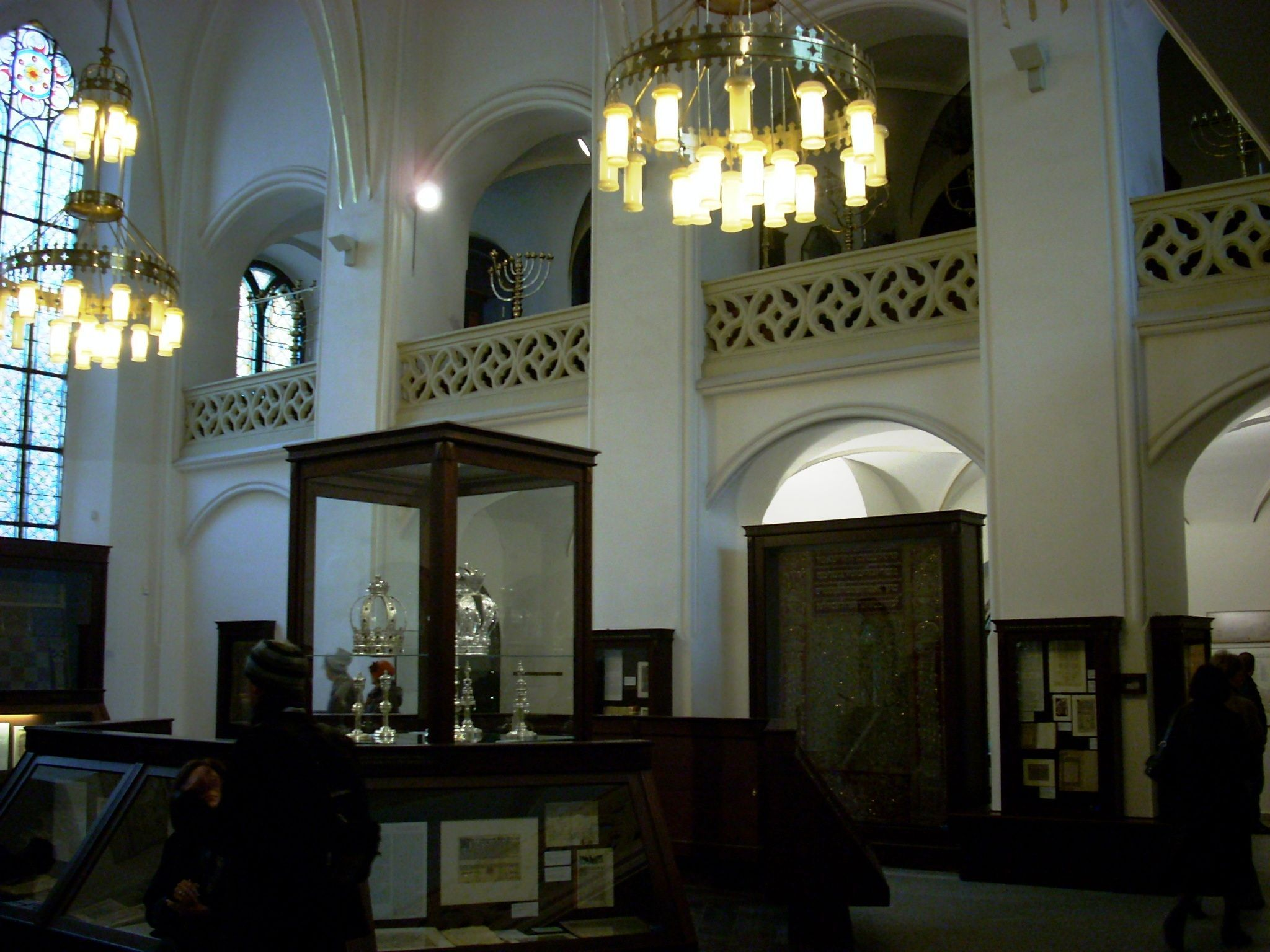
Interieur

De Maiselsynagoge (Tsjechisch: Maiselova synagoga) is een synagoge in de Tsjechische hoofdstad Praag. Het gebedshuis is gevestigd in de van oorsprong joodse buurt van Praag, Josefov. De synagoge is genoemd naar Mordechai Maisel, een historische leider van de joodse gemeente van Praag.
Maisel liet tussen 1590 en 1592 de synagoge bouwen in renaissancestijl. Op dat moment werd het de grootste synagoge van de stad. In 1689 brandde het gebouw af, waarna het in barokstijl opnieuw werd opgebouwd. Tussen 1893 en 1905 werd de synagoge opnieuw herbouwd. Tegenwoordig is het gebouw onderdeel van het Joods Museum